# Narat (priimek)
Narat je priimek več oseb:
- Boštjan Narat (* 1976), slovenski glasbenik, kantavtor, filozof in pisatelj
- Ivan Narat (1777–1806), slovenski rimokatoliški duhovnik
- Janko Narat (* 1973), slovenski glasbenik, kantavtor, humorist, športni delavec
- Jožica Narat (* 1954), slovenska jezikoslovka
- Milan Narat, slovenski častnik
- Tamara Narat, socialna pedagoginja?